# 薑刑

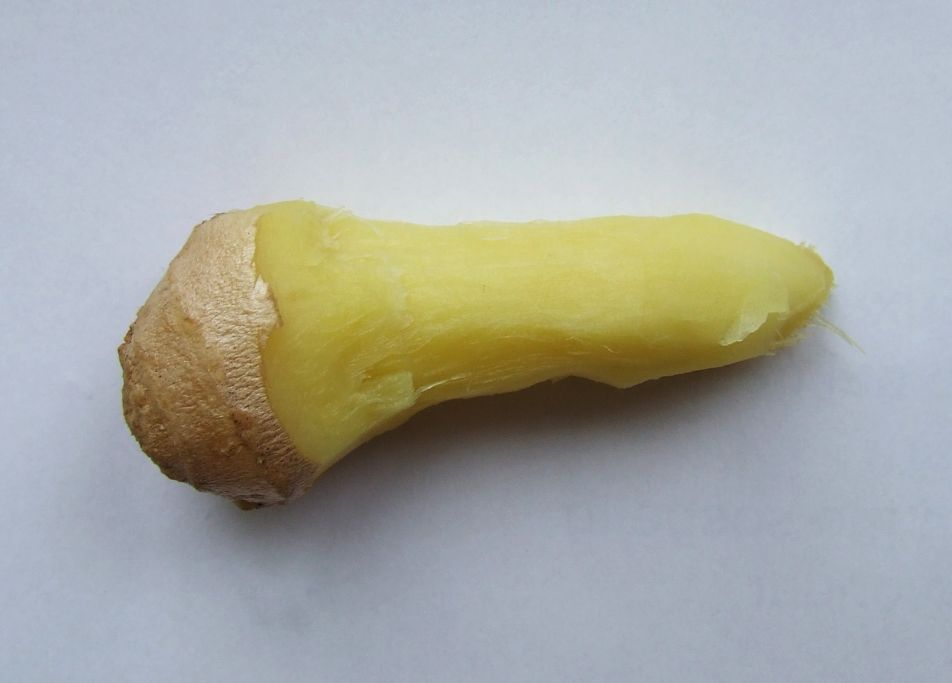
被削成肛塞形狀的生薑

薑刑（英語：Figging）又叫薑罰，是一種利用生薑為工具進行的BDSM項目。

## 詳細
把薑切成合適的大小，類似肛塞的形狀，放入肛門或陰道之中，會帶來刺激與灼熱的感覺。不僅只有肌膚上的刺激，切成肛塞的形狀也有異物侵犯的感覺，若加上拍打或撫摸挑逗，讓肌肉緊縮與生薑更加的密合，感覺也會變得更加激烈。

## 起源
薑刑源自於維多利亞時代，一開始是在馬匹拍賣會上，马贩把切开的薑塞到马的肛门里，因為薑會刺激馬兒抬頭挺胸並焦躁得動來動去，看起來像是年輕的馬，從而賣得好價錢。
同樣是在維多利亞時代，在那時的文學作品中可以發現，薑刑延伸變成一種處罰，伴隨著杖責的一種加刑，甚至會用於對青少年的體罰。犯錯的人在挨打之前，肛門被塞進削好的生薑，以增加處罰的痛苦與羞辱。另外也可以防止挨打的人臀部肌肉過於僵硬，薑在肛門裡造成的疼痛與灼熱，會讓他盡量不要縮緊屁股肌肉、努力不要和薑有太緊密的接觸，放鬆大腿與臀部的肌肉好好接受鞭打的處罰。

## 外部連結
- Figging: Anal Discipline （页面存档备份，存于）
- Figging 生薑遊戲 (譯) （页面存档备份，存于）